# Il Balletto di Bronzo
Il Balletto di Bronzo é uma banda italiana de rock progressivo.

## História
Grupo histórico formado em Nápoles no fim dos anos 60, inicialmente com o nome de Battitori Selvaggi, e tocando nas bases italianas da OTAN. O grupo mudou de nome para o atual com o estabilizar-se da formação a quatro, que realizou dois belos singles em 1969 e 1970 e gravou ainda algumas músicas em espanhol, saídas em 1988 em 45 rotações, em 1990 no álbum Il re del castello, e o primeiro, Sirio 2222. Este é considerado agora um dos mais raros da era progressiva italiana, e é fase de metade do caminho, entre o pop com influências psicodélicas dos anos 60 e o rock progressivo dos anos sucessivos. A longa suíte Missione Sirio 2222 é um dos branos melhores, enquanto que a maior parte dos outros são peças de duração de três minutos. Alguns apaixonados o consideram um dos melhores do campo do progressivo italiano. Para outros, é um trabalho ainda não muito maduro, contudo seguramente é um disco muito importante.
Em 1971, Gianni Leone, vindo da primeira formação do grupo Città Frontale, se uniu ao grupo, junto ao baixista Vito Manzari, do grupo romano Quelle Strane Cose Che para criar um novo Balletto di Bronzo, com um som mais sinfônico e dominado pelos seus teclados.
O segundo álbum saiu em 1972 pela Polydor, chamado Ys, do nome de uma cidade lendária na Bretanha, um magnífico trabalho que deu ao grupo o sucesso que merecia. Inexplicavelmente uma versão em inglês, já pronta, non foi nunca estampada.
O grupo se dissolveu em 1973 depois do último single La tua casa comoda. Gianni Leone tentou a carreira solística com o nome de Leo Nero, já outros se transferiram para a Suécia e abandonaram a cena musical italiana.
Gianni Leone reformou o grupo no fim dos anos 90 com o baixista Romolo Amici e o baterista Ugo Vantini, ambos do grupo neo-prog romano Divae, cujo álbum de 1995, Gianni havia tocado. Com esta formação foi gravado o CD live Trys, contendo velhas e novas músicas.
A banda, com essa nova formação, esteve no Rio de Janeiro se apresentando no Rio ArtRock Festival, em 2000.

## Álbuns
- 1970 Sirio 2222 RCA (PSL 10459)
- 1972 Ys Polydor (2448 003)
- 1990 Il re del castello RCA/Raro! (NL 74650)
- 1999 Trys Mellow (MMP 367)